# Javier Elorrieta
Javier Elorrieta Pérez de Diego (Madrid, 1950- ) és un director de cinema, compositor, guionista i publicista espanyol.

## Biografia
Neix en Madrid en 1950. Comença la seva carrera professional com a compositor per a pel·lícules. Més tard col·labora amb el seu pare, el director José María Elorrieta.
A partir de 1971 realitza diversos curtmetratges i es fa realitzador publicitari. En 1975 crea la seva pròpia productora, Origen S. a. amb la qual realitza diversos espots premiats en diferents festivals.
En 1979 dirigeix el seu primer llargmetratge,, La larga noche de los bastones blancos, amb la qual aconsegueix diferents premis, entre ells el que concedia el Ministeri de Cultura al millor nou director.
En 1985 dirigeix el llargmetratge La noche de la ira.
En diverses ocasions ha dirigit a estrelles del cinema internacional. En 1989 dirigeix la pel·lícula Sangre y arena protagonitzada per Sharon Stone i basada en la novel·la homònima de Vicente Blasco Ibáñez. En 1991 roda la comèdia Los gusanos no llevan bufanda amb Roddy McDowall, protagonista de El planeta dels simis, i Anthony Perkins, el mític protagonista de Psicosi.
El 1993 dirigeix el llargmetratge Cautivos de la sombra, basada en el premi Nadal La otra orilla de la droga, de José Luis de Tomás.
El 1995 dirigeix la pel·lícula Demasiado caliente para ti, i el 1996 el telefilm Tu pasado me condena i la sèrie de televisió Contigo pan y cebolla.
El 1997 dirigeix per Antena3, la sèrie Arévalo & Cía, que repeteix el 1998 i 1999.
En 2000 realitza per a la primera de TVE la sèrie Paraíso, que renova en el 2001, 2002 i 2003.
En 2002 dirigeix, també, el llargmetratge Pacto de brujas. El 2005-2006 dirigeix Rojo intenso i el 2007 Humo y azahar.
La seva fi, Bárbara, també és actriu de cinema.
En 2009 Javier Elorrieta edita el seu primer disc com a intèrpret, publicat pel segell Autor, de títol Ne em quitte pas, en el qual repassa a ritme de jazz clàssics de la cançó francesa.
En 2011 grava el seu disc "Boheme - El amor perdido" en el mateix estil.
En 2012 dirigeix l'obra teatral Testigo de cargo de Agatha Christie. En aquest mateix any, surt a la venda el seu tercer disc "Souvenir Souvenir", que barreja la bossa nova, el jazz i el pop.
En 2014 publica el seu disc "Temps d'aimer", on torna a fusionar el jazz i la cançó francesa.
En 2016 publica el seu cinquè disc "Aranjuez Mon Amour".
El 2017 dirigeix "Historias Made in Spain", una paròdia de moments històrics d'Espanya.
El 2019 publica el seu sisè disc d’estudi "Avec le temps".
El 2023 dirigeix "Delfines de Plata", basada en la novel·la homònima de Félix García Hernán. Un thriller protagonitzat per Rodolfo Sancho, Will Shephard, Malcom Treviño-Sitté i María Blanco.
El 2023 publica jambn Alejandro González Geel el llibre "35 MM y un pentagrama".

## Premis

### Publicitat
- L'espot "MARIONETA", Gran Premi en el Festival Internaciona "FIAP",
- La pel·lícula "TODOS PERDEMOS ALGO", per a la Direcció General de Trànsit, amb la qual aconsegueix el Premi de la Crítica en el Festival de Berlín.
- Ampe de oro.

### Televisió
- Sèrie Fútbol en acción, Medalla de bronze Festival Nova York.

### Cinmae
- La larga noche de los bastones blancos, Premi del Ministeri de Cultura, Més ben nou director, premis al Nou cinema Español, Millor director revelació, Premis Long Play d'Art, Més ben nou director.

## Filmografia
| Any  | Pel·lícula                                 | Director          |
| ---- | ------------------------------------------ | ----------------- |
| 2023 | Delfines de Plata (D)                      | Javier Elorrieta  |
| 2016 | Historias Made in Spain (D)                | Javier Elorrieta  |
| 2007 | Humo y azar (DG)                           | Javier Elorrieta  |
| 2006 | Rojo intenso (DG)                          | Javier Elorrieta  |
| 2002 | Pacto de brujas (DG)                       | Javier Elorrieta  |
| 1996 | Demasiado caliente para ti (DG)            | Javier Elorrieta  |
| 1993 | Cautivos de la sombra (D)                  | Javier Elorrieta  |
| 1991 | Los gusanos no llevan bufanda (D)          | Javier Elorrieta  |
| 1989 | Sangre y arena (D)                         | Javier Elorrieta  |
| 1988 | Al filo del hacha (C)                      | José Ramón Larraz |
| 1987 | Las vacaciones de Toby (D)                 | Javier Elorrieta  |
| 1986 | La noche de la ira (D)                     | Javier Elorrieta  |
| 1979 | La larga noche de los bastones blancos (D) | Javier Elorrieta  |
| 1974 | El último proceso en París (C)             | José Canalejas    |

- (D) Director
- (DG) Director i guionista
- (C) Compositor